# Pronectria lichenicola
Pronectria lichenicola är en lavart som först beskrevs av Vincenzo de Cesati, och fick sitt nu gällande namn av Frederic Edward Clements 1931. Pronectria lichenicola ingår i släktet Pronectria och familjen Bionectriaceae.   Inga underarter finns listade i Catalogue of Life.